# えんやこらワイド
『えんやこらワイド』は、1984年（昭和59年）10月8日から2016年（平成28年）3月25日まで四国放送ラジオ（JRT）で放送されていた生放送のワイド番組。

## 放送時間
- 1984年10月 - 1991年9月　月曜から金曜8:50 - 11:40
- 1991年10月 - 1992年3月　月曜から金曜8:45 - 11:40
- 1992年4月 - 2016年3月25日 月曜から金曜8:30 - 11:40

## 番組概要
1988年3月までは、当時日曜日の夜で放送されていた同じ四国放送ラジオの番組『あんたがたいしょう』と同じ、遠藤彰良と佐藤旬子のコンビで放送。1989年3月までは、月曜日から金曜日まで遠藤彰良の単独パーソナリティだったため、正式タイトルが「あきよしのえんやこらワイド」。1989年4月から金曜パーソナリティが別に設けられたことから、正式タイトルも「えんやこらワイド」となった。

## 出演者
※放送終了時点。

### パーソナリティ
- 月曜
  - 小玉晋平（四国放送アナウンサー、2009年4月から水曜 → 2015年4月から月曜　2016年3月21日まで）
- 火曜、金曜
  - 保岡栄二（四国放送アナウンサー、1999年頃から月・水・金 → 2001年4月から月・火・水、2009年3月まで ／ 2013年10月から月・火 → 2015年4月から火・金　2016年3月25日まで）
- 水曜、木曜
  - 遠藤貴巳（四国放送アナウンサー、1991年4月から月 - 木 → 1992年4月から月 - 金 → 1993年4月から月 - 木　1999年頃まで ／ 2002年頃から木・金 → 2015年4月から水・木　2016年3月24日まで）

### アシスタント
- 木曜
  - ずばり!タコ介 (-2016年3月24日)
- 金曜
  - 皆谷尚美（ - 2016年3月25日）
  - ラジオカーらじまるリポーターGTA1期生木戸弥生（ - 2016年3月25日）

### 上記以前の出演者

#### パーソナリティ
- 遠藤彰良 （初代パーソナリティ　月 - 金 → 1989年4月から月 - 木、1991年3月まで）
- 山田隆子 （金、1989年4月 - 1991年3月）
- 八幡篤範 （金　1991年4月 - 1992年3月）
- 宗我部英久 （金　1993年4月 - 2000年頃）
- 池田賢 （1999年頃から月・水・金 → 2001年4月から木・金 → 2002年頃から月 - 水　2005年3月まで）
- 森本真司 （月・火　2009年4月 - 2013年9月）

#### アシスタント
- 繁崎寛子 （月・金　1984年10月スタート当時）
- 佐藤旬子 （火・木（1984年10月スタート時）→ のち月 - 金、1988年3月まで）
- 場合久恵 （水　1984年10月スタート当時）
- 湯浅博美 （1988年4月から月 - 金 → 1989年4月から月 - 木 1991年3月まで）
- 牛田モー（現：桂七福　金、1989年4月 - 1991年3月 ／ 月 - 金　1992年 - 2000年頃）
- 坂上昭子 （月 - 木　1991年4月 - 1992年3月）
- 田村素子 （月 - 金　1992年4月 - 1996年3月）
- 佐野美香 （月 - 金　1996年4月 - 1999年頃 ／ 2001年4月から木・金）
- 佐藤由芽 （2001年3月まで月 - 金 → 2001年4月から月 - 水）
- 福井和美 （月 - 水 2002年頃 - ）
- 物部純子 （木・金 2002年頃 - ）

## タイムテーブル
8 - 9時台
- 徳島新聞ニュース・天気予報・交通情報
- 日産フラッシュジャーナル
- 赤帽歌謡特急便 （1992年10月 - ）
- お誕生日おめでとう
- 西阿だより
- 山田康雄の元気ハツラツ! （1988年3月まで）
- 中村正のハッピードライバー （1988年4月 - 1992年3月）
- JRTスポットニュース
- スーパー情報
- 県庁だより
- 奥様ごぞんじ? （1985年10月当時のコーナー）
- MMCパセリ通信 → MMCモーニングシャワー
- ガンバレ! 神戸 （1995年4月 - 1995年9月）
- ジャパネットタカタラジオショッピング （2000年10月当時）

10時台
- 秋山ちえ子の談話室 （TBSラジオ制作）
- テレマート ラジオショッピング （2002年10月 - ）
- テレフォン人生相談 （ニッポン放送制作）※1990年3月まで
- いきいき歌謡ダイアリー （1990年4月 - ）
- JRTスポットニュース
- 徳島市政だより
- 今日もいい日に → 小僧寿しチェーン 元気モリモリ高島忠夫です
→ 志の輔のミュージック気分しだい
→ 松山千春 おまたせ10分
→ 松崎しげる 陽気にGENKI!
→ 純喫茶・谷村新司
→ 氷川きよし節 （文化放送制作）
- 楽しいわが家
- 木原光知子のさわやか訪問 （1993年3月まで）
- 県警情報
- JFTD 花プレゼント （1991年4月 - 1993年9月）
- NTT DOCOMO 街角レポート → ドコモ・まちかどホットライン （1992年10月 - ）
- 奥様プレゼント （水曜、1992年10月 - 1995年9月）
- ほっかほっか亭 ルーレットクイズ （水 - 金、1995年10月 - 2000年頃）
- ラジオdeビンゴ! （2000年頃 - ）

11時台
- 徳島新聞ニュース・天気予報・交通情報
- 永六輔の誰かとどこかで（TBSラジオ制作）
- 電話でしりとり
- ガイドタイム「北から南から」 （1996年3月まで）
- 子育てバンザイ （2005年4月 - ）